# Hunasekuppe, Piriyapatna
Hunasekuppe là một làng thuộc tehsil Piriyapatna, huyện Mysore, bang Karnataka, Ấn Độ.